# BAM!
BAM! (Beroepsvereniging voor Auteur-Muzikanten) is een organisatie voor belangenbehartiging in Nederland van popauteurs die eigen werk uitvoeren (auteur-muzikanten). De vereniging werd in 2015 opgericht door Pieter Perquin (Perquisite), Arriën Molema (Room Eleven), Torre Florim (De Staat), Casper Starreveld (Kensington), Ed Struijlaart, Tjeerd Bomhoff (Voicst, Dazzled Sticks), Marcin Felis (Moke) en Aafke Romeijn. 
BAM! heeft afgevaardigden in het de Raad van Toezicht en Raad van Rechthebbenden van Buma/Stemra, in de Raad van Aangeslotenen van Sena, de Raad van Rechthebbenden van Norma, in ECSA, het Platform Makers en de Popcoalitie.